# Ungdarellaceae
Ungdarellaceae, porodica crvenih algi čija pripadnost redu i razredu još nije utvrđena. Postoji 5 priznatih vrsta unutar 4 roda, sve su fosilne.

## Rodovi
1. †Suundukella Tchuvashov & Anfimov 	1
2. †Ungdarella Maslov ex Korde 	2
3. †Ungdarelloides Tchuvashov & Anfimov 	1
4. †Urtasimella Tchuvashov & Anfimov 1